# Drepanogynis epione
Drepanogynis epione är en fjärilsart som beskrevs av Louis Beethoven Prout 1930. Drepanogynis epione ingår i släktet Drepanogynis och familjen mätare. Inga underarter finns listade i Catalogue of Life.